# Ángel Coll
Ángel Coll, (nacido 15 de enero de 1915 en Santiago de Chile, Chile) fue un exjugador de baloncesto español.   

## Trayectoria
Nacido en  Santiago de Chile, Chile el 15 de enero de 1915, con 5 años se traslada a Barcelona con su familia. Con 18 años ya jugaba en el Real Club Deportivo Español. Después de que estallara la Guerra Civil Española, ficha por el Laietà, siendo la contienda nacional el punto final de Coll como jugador de baloncesto. Después residiría en Londres y Ciudad del Cabo, Sudáfrica.